# Карл Альфред Якобссон
Карл Альфред Якобссон (швед. Karl-Alfred Jakobsson, нар. 15 січня 1926, Бостон—4 березня 2015) — шведський футболіст, що грав на позиції нападника.
Виступав, зокрема, за клуб ГАІС, а також національну збірну Швеції.

## Клубна кар'єра
У дорослому футболі дебютував  за команду клубу «Горда». 
У 1944 році перейшов до клубу ГАІС, за який відіграв 15 сезонів. У складі ГАІСа був одним з головних бомбардирів команди, маючи середню результативність на рівні 0,74 голу за гру першості. Завершив професійну кар'єру футболіста виступами за команду ГАІС у 1959 році.

## Виступи за збірну
У 1952 році дебютував в офіційних матчах у складі національної збірної Швеції. Протягом кар'єри у національній команді, яка тривала усього 3 роки, провів у формі головної команди країни 6 матчів, забивши 3 голи.

## Титули і досягнення

### Клубні
- Чемпіон Швеції: 1951-52, 1952-53, 1953-54

### Індивідуальні
- Найкращий бомбардир чемпіонату Швеції: 1951-52 (17 голів), 1952-53 (24 голи), 1953-54 (21 гол)